# Grupo Quark
El Grupo Quark es una asociación mexicana se dedica a la divulgación científica, fue fundado el 7 de septiembre de 2001 crear espacios de fácil acceso a la ciencia a través de actividades recreativas de manera conjunta con el Museo de Ciencias de la Universidad Autónoma de Zacatecas (UAZ) y a partir de esa fecha ha trabajado para acercar la ciencia a la sociedad por medio de talleres de ciencia recreativa, en espacios como el Club Infantil de la Ciencia, escuelas y eventos organizados por instituciones municipales, estatales y nacionales.

## Historia

### Inicios

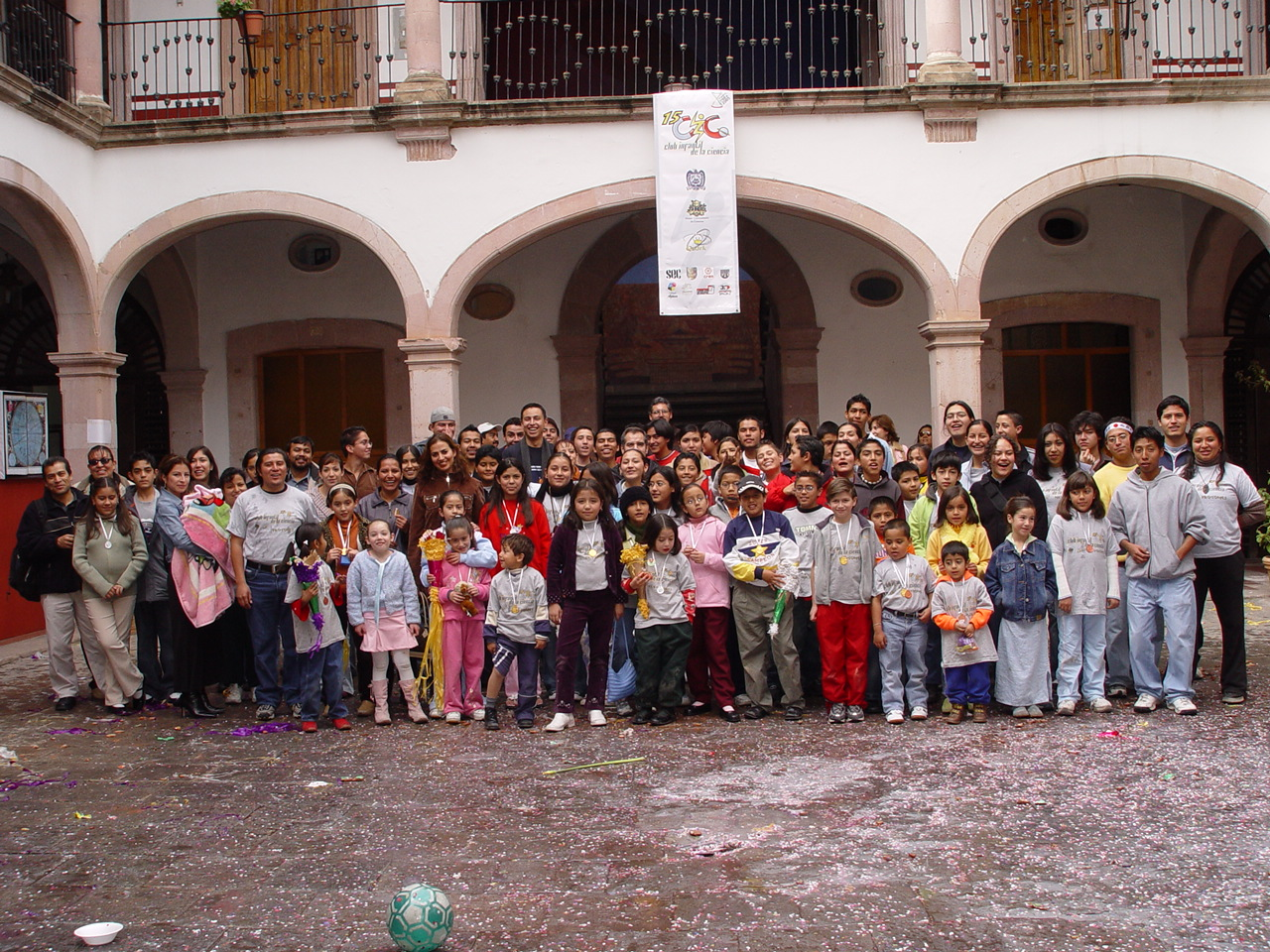
Grupo Quark en el 15 Aniversario del CIC.

En 2001 el Museo de Ciencias de la UAZ debido a la necesidad de personal que se encargara de las actividades del Club Infantil de la Ciencia (CIC) invita a jóvenes estudiantes de la Unidad Académica de Física de la UAZ que de manera voluntaria participara en esta labor. Es así como nace este grupo en septiembre de ese año, después de una capacitación y familiarización con el concepto de divulgación. En febrero de 2002 se comienza a trabajar con el CIC de manera regular cada día sábado en el museo.

### Participación en Congresos
Gracias al arduo trabajo de Grupo Quark ha sido reconocido como uno de los grupos de divulgación en México más importantes y esto ha sido corroborado gracias a la invitación a participar en eventos locales y nacionales, así como la aceptación de trabajos de varios de sus participantes en congresos internacionales, destacando los siguientes:
- Semana Nacional de Ciencia y Tecnología en México ediciones IX, X, XI, XII, XIII (octubre de 2002, 2003, 2004, 2005, 2006 ,2007 ,2008 ,2009 ,2010)
- Congreso Nacional de Ciencia y Tecnología de Superficies y Materiales ediciones XXV, XXVI (septiembre de 2005, 2006)
- Encuentro Nacional de Divulgación SMF ediciones XVII, XVIII, XIX, XX, XXI, XXII (2002, 2003, 2004, 2005, 2006, 2007)

Además se presentaron trabajos en la ICPE (International Conference on Physics Education) en sus ediciones 2006 y 2007.

### Logros
Gracias al trabajo de Grupo Quark con el CIC, se formó un programa pionero en Latinoamérica, llamado Fuerzas Básicas de la Ciencia invitando a jóvenes que originalmente fueron parte del CIC a formar parte de Grupo Quark de manera que personas que crecieron asistiendo al CIC son ahora quienes imparten talleres en éste.
Otro logro importante es el apoyo en la creación de la sala científica itinerante Fantástica la cual desde el año 2007 inició actividades y tiene como objetivo acercar el conocimiento científico a lugares apartados (municipios del estado de Zacatecas), además de formar grupos de divulgación científica en cada uno de los municipios a los que visitará.

## Club Infantil de la Ciencia
El Club Infantil de la Ciencia es un espacio dedicado a realizar actividades lúdico-experimentales con niños y jóvenes de 5 a 15 años de edad. Surgió en 1990 en el Museo de Ciencias de la UAZ y actualmente es desarrollado de manera conjunta por el Museo y el Grupo Quark.
Sus actividades se llevan a cabo todos los sábados en el Museo de Ciencias de 12:00 a 14:00 y a través de ellas, además de propiciar el desarrollo de actitudes y aptitudes favorables a la ciencia, se le da un seguimiento a los participantes con la idea de orientarlo a incorporarse en más actividades relacionadas con ciencia y tecnología. Así, el Club representa el único programa de Fuerzas Básicas de la Ciencia en Latinoamérica, hasta la fecha (2008) del Club han emanado más de 10 divulgadores de la ciencia y múltiples jóvenes que actualmente realizan estudios en carreras de perfil científico-tecnológico.

## Integrantes
Los integrantes de Grupo Quark inicialmente fueron solo alumnos de la Unidad Académica de Física de la UAZ, sin embargo el grupo ha crecido y ahora se cuenta con integrantes de diversas instituciones. Para el año 2010 el número de integrantes activos ha llegado a ser de más de 50, haciéndolo el grupo de divulgación con personal voluntario más numeroso y de mayor crecimiento en el país.